# José Maria Neves
José Maria Pereira Neves (phát âm tiếng Bồ Đào Nha: [ʒuˈzɛ mɐˈɾiɐ pɨˈɾejɾɐ ˈnɛvɨʃ];sinh ngày 28 tháng 3 năm 1960) là một chính khách Cape Verde hiện là tổng thống đắc cử của Cape Verde, trước đây ông đã từng giữ chức thủ tướng Cape Verde từ năm 2001 đến năm 2016. Ông là thành viên của Đảng Châu Phi vì sự độc lập của Cape Verde (PAICV). Trong cuộc bầu cử tổng thống Cape Verdean năm 2021, ông được bầu làm tổng thống với 51,7% số phiếu bầu, đánh bại đối thủ gần nhất của mình Carlos Veiga, người được 42,4% tổng số phiếu bầu.

## Tiểu sử
Neves sinh ra trên đảo Santiago vào năm 1960. Ông bắt đầu quan tâm đến chính trị của Cape Verde khi còn là một thiếu niên và là lãnh đạo của một tổ chức thanh niên theo chủ nghĩa dân tộc trong quá trình đất nước chuyển đổi từ chế độ cai trị của Bồ Đào Nha sang độc lập và dân chủ vào năm 1975. Một phần của giáo dục đại học của ông ở Trường Quản trị Kinh doanh Sao Paulo của Getúlio Vargas Foundation tại Brazil.